# Dimensions múltiples del temps
En física i filosofia s'ha debatut a vegades si podria haver-hi més d'una dimensió de temps.

## En física
La relativitat especial descriu l'espaitemps com una varietat que té un tensor mètric amb un valor propi negatiu. Això es correspon amb l'existència d'una direcció del "temps". Una mètrica amb múltiples valors propis negatius implicaria, per tant, diverses direccions temporals, és a dir, múltiples dimensions de temps, però no hi ha consens pel que fa a la relació d'aquests "temps" extra amb el temps com s'entén convencionalment.
Si fos correcte generalitzar la teoria especial de la relativitat per al cas del temps k dimensional (t1,t₂…,tk) i espai n dimensional (xk+1, xk+2,..., xk+n), aleshores l'interval dimensional (k+n), per ser un invariant, quedaria definit per la relació (dsk,n)²=(cdt1)²+…+(cdtk)²−(dxk+1)²−…−(dxk+n)². La signatura mètrica seria
{\displaystyle (\underbrace {+,\cdots ,+} _{k},\underbrace {-,\cdots ,-} _{n})\,} -convenció de signe temporal,
(o {\displaystyle (\underbrace {-,\cdots ,-} _{k},\underbrace {+,\cdots ,+} _{n})\,} -convenció de signe espacial).
Les transformacions entre els dos marcs de referència inercials K i K', que estan en una configuració estàndard (és a dir, les transformacions sense translacions i/o rotacions de l'eix espacial a l'hiperplà de l'espai i/o rotacions de l'eix temporal a l'hiperplà del temps), es donen de la següent manera:
{\displaystyle t'_{\sigma }=\sum _{{\theta }=1}^{k}\left(\delta _{{\sigma }{\theta }}t_{\theta }+{\frac {c^{2}}{v_{\sigma }v_{\theta }}}\beta ^{2}({\zeta }-1)t_{\theta }\right)-{\frac {1}{v_{\sigma }}}\beta ^{2}{\zeta }x_{k+1},}
{\displaystyle x'_{k+1}=-c^{2}\beta ^{2}\zeta \sum _{{\theta }=1}^{k}{\frac {t_{\theta }}{v_{\theta }}}+{\zeta }x_{k+1},}
{\displaystyle x'_{\lambda }=x_{\lambda },}
on {\displaystyle \mathbf {v} _{1}=(v_{1},\underbrace {0,\cdots ,0} _{n-1})\,\!,} {\displaystyle \mathbf {v} _{2}=(v_{2},\underbrace {0,\cdots ,0} _{n-1})\,\!,} {\displaystyle \mathbf {v} _{k}=(v_{k},\underbrace {0,\cdots ,0} _{n-1})\,\!}
són els vectors de les velocitats de K' contra K, definits, en conseqüència, respecte de les dimensions de temps t1,t₂…,tk; {\displaystyle \beta ={\frac {1}{\sqrt {\sum _{{\mu }=1}^{k}{\frac {c^{2}}{v_{\mu }^{2}}}}}};}
{\displaystyle \zeta ={\frac {1}{\sqrt {1-\beta ^{2}}}};}
σ=1,2,...,k; λ=k+2,k+3,...,k+n. Aquí δσθ és el delta de Kronecker. Aquestes transformacions són una generalització de la transformació de Lorentz en una direcció espacial fixa (xk+1) en el camp del temps multidimensional i l'espai multidimensional.
Denotem: {\displaystyle {\frac {\mathrm {d} x_{\eta }}{\mathrm {d} t_{\sigma }}}=V_{\sigma \eta }} i també: {\displaystyle {\frac {\mathrm {d} x'_{\eta }}{\mathrm {d} t'_{\sigma }}}=V'_{\sigma \eta },}

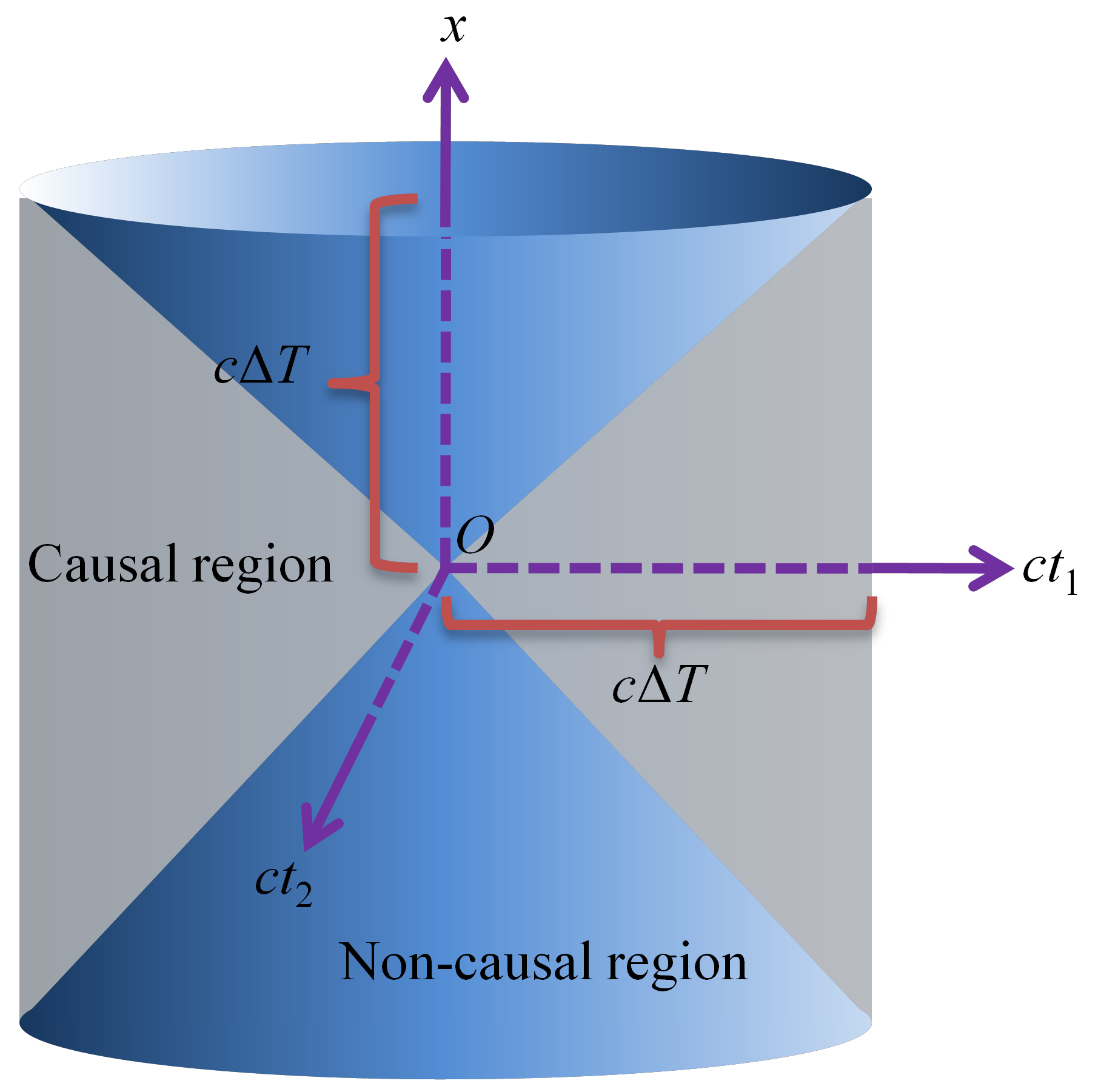
Estructura causal d'un espaitemps amb dues dimensions de temps i una dimensió espacial.

on: σ=1,2,...,k; η=k+1,k+2,...,k+n. Aleshores, la fórmula per a sumar velocitats es defineix per 
{\displaystyle V'_{\sigma \left(k+1\right)}={\frac {V_{\sigma \left(k+1\right)}\zeta \left(1-\beta ^{2}\sum _{{\theta }=1}^{k}{\frac {c^{2}}{v_{\theta }V_{\theta \left(k+1\right)}}}\right)}{1+{\frac {V_{\sigma \left(k+1\right)}}{v_{\sigma }}}\beta ^{2}\left(\left(\zeta -1\right)\sum _{{\theta }=1}^{k}{\frac {c^{2}}{v_{\theta }V_{\theta \left(k+1\right)}}}-\zeta \right)}},}
{\displaystyle V'_{\sigma \lambda }={\frac {V_{\sigma \lambda }}{1+{\frac {V_{\sigma \left(k+1\right)}}{v_{\sigma }}}\beta ^{2}\left(\left(\zeta -1\right)\sum _{{\theta }=1}^{k}{\frac {c^{2}}{v_{\theta }V_{\theta \left(k+1\right)}}}-\zeta \right)}},}
on σ=1,2,...,k; λ=k+2,k+3,...,k+n.
Per a simplificar, considerarem només una dimensió espacial x₃ i dues dimensions de temps x1 i x₂. (És a dir, x1=ct1, x₂=ct₂, x₃=x). Suposem que en el punt O, que té les coordenades x1=0, x₂=0, x₃=0, s'ha produït un esdeveniment E. Suposem, a més, que ha passat un període concret de temps {\displaystyle \Delta T={\sqrt {\left(\Delta t_{1}\right)^{2}+\left(\Delta t_{2}\right)^{2}}}\geq 0} des de l'esdeveniment E.
La regió causal, connectada a l'esdeveniment E inclou la superfície lateral del con circular recte { (x1)²+(x₂)²−(x₃)²=0 }, la superfície lateral del cilindre circular recte { (x1)²+(x₂)²=c²ΔT² } i la regió interna delimitada per aquestes dues superfícies, és a dir, la regió causal inclou tots els punts (x1,x₂,x₃), que compleixen les condicions
{ (x1)²+(x₂)²−(x₃)²=0 i |x₃|≤cΔT } o
{ (x1)²+(x₂)²=c²ΔT² i |x₃|≤cΔT } o
{ (x1)²+(x₂)²−(x₃)²>0 i (x1)²+(x₂)²<c²ΔT² }

En l'àmbit de la física s'han publicat algunes teories amb més d'una dimensió de temps, ja sigui com una seriosa descripció de la realitat o simplement com una possibilitat curiosa. El treball d'Itzhak Bars sobre "física de dos temps", inspirat en la simetria SO(10,2) de l'estructura supersimètrica estesa de la teoria M, és el desenvolupament més recent i sistemàtic del concepte (vegeu també la teoria F). Walter Craig i Steven Weinstein van demostrar l'existència d'un problema de valors inicials ben definit per a l'equació ultrahiperbòlica (equació de l'ona en més d'una dimensió de temps). Això demostrava que les dades inicials sobre una hipersuperfície mixta (en l'espai i el temps) obeint a una particular restricció nolocal evoluciona de manera determinista en la dimensió del temps restant.

## En filosofia
En el llibre An Experiment with Time (en català Un experiment amb el temps) de J.W. Dunne (1927) es descriu una ontologia on hi ha una jerarquia infinita de ments conscients, cadascuna amb la seva pròpia dimensió del temps i capaç de veure els esdeveniments en les dimensions de temps inferiors des de l'exterior. La seva teoria va ser criticada sovint per exhibir una regressió infinita innecessària.
La possibilitat conceptual de múltiples dimensions de temps s'ha plantejat també en la filosofia analítica moderna.
El filòsof anglès John G. Bennett postula un univers de sis dimensions amb les tres dimensions espacials habituals i tres dimensions temporals que ell va anomenar temps, eternitat i hiparxi. El temps seria el temps cronològic seqüencial que ens és familiar. Les dimensions hipertemporals anomenades eternitat i hiparxi tendrien propietats distintives pròpies. L'eternitat podria considerar-se temps cosmològic o temps sense temps. La Hiparxi se suposa que es caracteritza per la capacitat-per-a-ser i pot ser més perceptible en l'àmbit dels processos quàntics.
La conjunció de les dues dimensions temps i eternitat pot constituir una base hipotètica d'una cosmologia multivers, amb universos paral·lels existents a través d'un pla d'àmplies possibilitats. La tercera dimensió temporal, la hiparxi, podria permetre l'existència teòrica de possibilitats de ciència-ficció, com ara, viatjar en el temps, el desplaçament entre mons paral·lels i viatjar més ràpid que la llum.
Encara que Bennett ha presentat alguna especulació curiosa, les seves idees s'aturen en alguns aspectes subjectius sobre la percepció del temps, que no s'assenten sobre una base científica. La qüestió de com es podrien mesurar aquestes hipotètiques dimensions addicionals del temps es deixa sense tractar.

## En la ficció
- En l'última novel·la de la trilogia Humans as Gods (en català Els humans com a Déus) «The Time Reverse Loop» (1977) (en català El bucle inverso del tiempo), Sergey Snegov posa en boca de la protagonista: «Aquesta és la meva idea: per a sortir del temps normal, unidimensional, durant un temps de bidimensional»[6]

- The Number of the Beast (en català El nombre de la bèstia) de Robert A. Heinlein (1980) compta amb una cosmologia de sis dimensions en què hi ha tres dimensions del temps, anomenades t, tau (Grec τ) i teh (ciríl·lic т cursiva).

- Ware Tetralogy (en català El cicle Ware) de Rudy Rucker compta amb extraterrestres anomenats Metamarcians que "són d'una part del cosmos on el temps és de dues dimensions".[7]

- En la novel·la de Diane Duane de Star Trek, The Wounded Sky (en català El cel ferit), el físic Hamalki K't'lk estableix que el temps té tres dimensions, denominades "creació", "durada" i "terminació".

- En la sèrie de televisió de la BBC, "Doctor Who", el doctor esmenta en repetides ocasions l'"esquerda en el temps" i el salt entre una primera i una segona dimensions. No obstant això, el capítol s'inclina més cap a la trama de la ficció.